# Castéra-Vignoles
Castéra-Vignoles é uma comuna francesa na região administrativa da Occitânia, no departamento do Alto Garona. Estende-se por uma área de 4.19 km², com 63 habitantes, segundo o censo de 2018, com uma densidade de 15 hab/km².